# Grand Prix moto des Pays-Bas 2024
Le Grand Prix moto des Pays-Bas 2024 est la huitième manche du championnat du monde de vitesse moto 2024.
Cette 75e édition du Grand Prix moto des Pays-Bas se déroule du 28 juin au 30 juin sur le TT Circuit à Assen.

## Classements MotoGP

### Course sprint
| Pos.                                                                       | No. | Pilote                | Equipe                            | Constructeur | Tours | Temps/Ecarts       | Grille | Points |
| -------------------------------------------------------------------------- | --- | --------------------- | --------------------------------- | ------------ | ----- | ------------------ | ------ | ------ |
| 1                                                                          | 1   | Francesco Bagnaia     | Ducati Lenovo Team                | Ducati       | 13    | 19:58.090          | 1      | 12     |
| 2                                                                          | 89  | Jorge Martín          | Prima Pramac Racing               | Ducati       | 13    | +2.355             | 2      | 9      |
| 3                                                                          | 12  | Maverick Viñales      | Aprilia Racing                    | Aprilia      | 13    | +4.103             | 3      | 7      |
| 4                                                                          | 23  | Enea Bastianini       | Ducati Lenovo Team                | Ducati       | 13    | +6.377             | 11     | 6      |
| 5                                                                          | 49  | Fabio Di Giannantonio | Pertamina Enduro VR46 Racing Team | Ducati       | 13    | +8.869             | 6      | 5      |
| 6                                                                          | 33  | Brad Binder           | Red Bull KTM Factory Racing       | KTM          | 13    | +9.727             | 9      | 4      |
| 7                                                                          | 20  | Fabio Quartararo      | Monster Energy Yamaha MotoGP Team | Yamaha       | 13    | +10.828            | 13     | 3      |
| 8                                                                          | 73  | Álex Márquez          | Gresini Racing MotoGP             | Ducati       | 13    | +13.196            | 4      | 2      |
| 9                                                                          | 21  | Franco Morbidelli     | Prima Pramac Racing               | Ducati       | 13    | +13.560            | 8      | 1      |
| 10                                                                         | 31  | Pedro Acosta          | Red Bull GasGas Tech3             | KTM          | 13    | +15.972            | 10     |        |
| 11                                                                         | 72  | Marco Bezzecchi       | Pertamina Enduro VR46 Racing Team | Ducati       | 13    | +16.036            | 15     |        |
| 12                                                                         | 88  | Miguel Oliveira       | Trackhouse Racing                 | Aprilia      | 13    | +16.082            | 17     |        |
| 13                                                                         | 43  | Jack Miller           | Red Bull KTM Factory Racing       | KTM          | 13    | +18.739            | 14     |        |
| 14                                                                         | 36  | Joan Mir              | Repsol Honda Team                 | Honda        | 13    | +21.791            | 20     |        |
| 15                                                                         | 37  | Augusto Fernández     | Red Bull GasGas Tech3             | KTM          | 13    | +22.450            | 22     |        |
| 16                                                                         | 5   | Johann Zarco          | Castrol Honda LCR                 | Honda        | 13    | +23.690            | 19     |        |
| 17                                                                         | 25  | Raúl Fernández        | Trackhouse Racing                 | Aprilia      | 13    | +24.430            | 12     |        |
| 18                                                                         | 30  | Takaaki Nakagami      | Idemitsu Honda LCR                | Honda        | 13    | +29.568            | 23     |        |
| 19                                                                         | 42  | Álex Rins             | Monster Energy Yamaha MotoGP Team | Yamaha       | 13    | +1:23.553          | 16     |        |
| Ret                                                                        | 41  | Aleix Espargaró       | Aprilia Racing                    | Aprilia      | 12    | Accident           | 5      |        |
| Ret                                                                        | 32  | Lorenzo Savadori      | Aprilia Racing                    | Aprilia      | 4     | Accident           | 18     |        |
| Ret                                                                        | 10  | Luca Marini           | Repsol Honda Team                 | Honda        | 4     | Problème technique | 21     |        |
| Ret                                                                        | 93  | Marc Márquez          | Gresini Racing MotoGP             | Ducati       | 1     | Accident           | 7      |        |
| Meilleur tour du Sprint: Francesco Bagnaia (Ducati) – 1:31.698 (au tour 2) |     |                       |                                   |              |       |                    |        |        |
| Résultats officiels                                                        |     |                       |                                   |              |       |                    |        |        |

### Course principale
| Pos.                                                                        | No. | Pilote                | Equipe                            | Constructeur | Tours | Temps/Ecarts  | Grille | Points |
| --------------------------------------------------------------------------- | --- | --------------------- | --------------------------------- | ------------ | ----- | ------------- | ------ | ------ |
| 1                                                                           | 1   | Francesco Bagnaia     | Ducati Lenovo Team                | Ducati       | 26    | 40:07.214     | 1      | 25     |
| 2                                                                           | 89  | Jorge Martín          | Prima Pramac Racing               | Ducati       | 26    | +3.676        | 5      | 20     |
| 3                                                                           | 23  | Enea Bastianini       | Ducati Lenovo Team                | Ducati       | 26    | +7.073        | 10     | 16     |
| 4                                                                           | 49  | Fabio Di Giannantonio | Pertamina Enduro VR46 Racing Team | Ducati       | 26    | +8.299        | 4      | 13     |
| 5                                                                           | 12  | Maverick Viñales      | Aprilia Racing                    | Aprilia      | 26    | +8.258        | 2      | 11     |
| 6                                                                           | 33  | Brad Binder           | Red Bull KTM Factory Racing       | KTM          | 26    | +16.005       | 8      | 10     |
| 7                                                                           | 73  | Álex Márquez          | Gresini Racing MotoGP             | Ducati       | 26    | +21.095       | 3      | 9      |
| 8                                                                           | 25  | Raúl Fernández        | Trackhouse Racing                 | Aprilia      | 26    | +22.368       | 11     | 8      |
| 9                                                                           | 21  | Franco Morbidelli     | Prima Pramac Racing               | Ducati       | 26    | +23.413       | 7      | 7      |
| 10                                                                          | 93  | Marc Márquez          | Gresini Racing MotoGP             | Ducati       | 26    | +23.868       | 6      | 6      |
| 11                                                                          | 43  | Jack Miller           | Red Bull KTM Factory Racing       | KTM          | 26    | +24.004       | 13     | 5      |
| 12                                                                          | 20  | Fabio Quartararo      | Monster Energy Yamaha MotoGP Team | Yamaha       | 26    | +24.057       | 12     | 4      |
| 13                                                                          | 5   | Johann Zarco          | Castrol Honda LCR                 | Honda        | 26    | +42.767       | 17     | 3      |
| 14                                                                          | 37  | Augusto Fernández     | Red Bull GasGas Tech3             | KTM          | 26    | +42.871       | 20     | 2      |
| 15                                                                          | 88  | Miguel Oliveira       | Trackhouse Racing                 | Aprilia      | 26    | +44.429       | 16     | 1      |
| 16                                                                          | 30  | Takaaki Nakagami      | Idemitsu Honda LCR                | Honda        | 26    | +46.246       | 21     |        |
| 17                                                                          | 10  | Luca Marini           | Repsol Honda Team                 | Honda        | 26    | +1:10.937     | 19     |        |
| Ret                                                                         | 31  | Pedro Acosta          | Red Bull GasGas Tech3             | KTM          | 25    | Accident      | 9      |        |
| Ret                                                                         | 36  | Joan Mir              | Repsol Honda Team                 | Honda        | 6     | Accident      | 18     |        |
| Ret                                                                         | 72  | Marco Bezzecchi       | Pertamina Enduro VR46 Racing Team | Ducati       | 5     | Retired       | 14     |        |
| Ret                                                                         | 42  | Álex Rins             | Monster Energy Yamaha MotoGP Team | Yamaha       | 0     | Accident      | 15     |        |
| DNS                                                                         | 41  | Aleix Espargaró       | Aprilia Racing                    | Aprilia      |       | Did not start |        |        |
| DNS                                                                         | 32  | Lorenzo Savadori      | Aprilia Racing                    | Aprilia      |       | Did not start |        |        |
| Meilleur tour en course: Francesco Bagnaia (Ducati) – 1:31.866 (au tour 12) |     |                       |                                   |              |       |               |        |        |
| Résultats officiels                                                         |     |                       |                                   |              |       |               |        |        |

## Classements provisoires aux Championnats
Seul le top5 de chaque championnat a l’issue du Grand Prix est présenté ici.